# Ландовски, Марсель
Марсель Ландовски (фр. Marcel Landowski, 18 февраля 1915, Пон-л’Аббе — 23 декабря 1999, Париж) — французский композитор и культуролог.

## Жизнь и творчество
Отцом композитора был известный скульптор Поль Ландовски, приходившийся внуком знаменитому скрипачу и композитору Анри Вьётану. Ребёнок уже в раннем детстве показал музыкальную одарённость. Фортепиано он изучал у Маргерит Лонг, затем музыкальную композицию в Парижской консерватории. У Пьера Монтё, который исполнял его первые сочинения, Ландовски учился дирижёрскому мастерству.
Уже в 1940-е годы М. Ландовски считался во Франции одним из крупнейших современных композиторов страны. С 1962 года, по предложению министра культуры Андре Мальро, придерживавшийся консервативных политических взглядов М. Ландовски становится руководителем ряда проектов в культурной жизни Франции. В течение почти 20 лет (до 1981 года) он руководит проведением фестивалей классической музыки, организацией музыкального образования во Франции, созданием новых оркестров и т. п. Лишь с приходом к власти в стране социалистов во главе с Франсуа Миттераном М. Ландовски был отстранён от выполнения этих задач.
М. Ландовски является автором 4-х симфоний, философских опер Le Rire de Nils Halerius, Le Fou, Montségur и Galina (последняя о Г. П. Вишневской), а также концертных произведений — в том числе для виолончели для М. Л. Ростроповича, с которым был дружен.
Музыка М. Ландовского современна, ритмично вымеренна, близка к стилю повлиявших на его творчество композиторов Артюра Онеггера и Дариуса Мийо.